# Margaret Crum
Margaret Campbell Crum (9 février 1921 - 18 juillet 1986) est une spécialiste britannique de la poésie et de la musique anglaises. Bibliothécaire à la Bibliothèque Bodléienne de l'Université d'Oxford, elle remporte le Prix Rose-Mary-Crawshay de la British Academy en 1966.

## Famille et éducation
Margaret Crum est née à Farnham, Surrey, en 1921. Son père, le révérend John Macleod Campbell Crum, est recteur de Farnham de 1913 à 1928 et plus tard chanoine de la Cathédrale de Canterbury. Son arrière-grand-père est le chimiste écossais Walter Crum.
Elle fréquente la Wycombe Abbey School et obtient son diplôme en 1939, puis obtient une licence en anglais au Somerville College d'Oxford. Elle étudie ensuite pour un B.Litt. à Somerville, période pendant laquelle elle enseigne également et commence à travailler sur l'indexation de la poésie anglaise dans la collection de manuscrits de la bibliothèque Bodleian.

## Carrière
Crum devient salariée de la Bibliothèque Bodléienne en 1953. Pour son édition de The Poems of Henry King (1965), qui est sa thèse, elle remporte le Prix Rose-Mary-Crawshay en 1966,.
Elle occupe ensuite le poste de bibliothécaire adjointe au Bodleian. Entre 1953 et 1981, elle est spécialiste au département des manuscrits occidentaux, se concentrant sur la littérature et la musique. Elle est chargée de retracer la provenance de la collection musicale de James Sherard dans la bibliothèque, publiant un court article et donnant une conférence sur le sujet à Oxford en 1982.
Le magnum opus de Crum, First-line index of English poetry, 1500-1800, in manuscripts of the Bodleian Library, Oxford, est publié en deux gros volumes en 1969. Elle apprend ensuite l'allemand, catalogue et décrit les manuscrits bodléiens du compositeur Felix Mendelssohn, publiant des volumes en 1980 et 1983. Ce travail est considéré comme un ouvrage de référence.
En 1976, à l'occasion du 350e anniversaire de la création de la Heather Professorship of Music à Oxford, Crum organise une exposition d'objets musicaux au Bodleian.
Elle est décédée en 1986.

## Œuvres
- Henry King, Poems, Oxford, Clarendon, 1965
- First-line index of English poetry, 1500-1800, in manuscripts of the Bodleian Library, Oxford, Oxford, Clarendon, 1969
- Felix Mendelssohn-Bartholdy, Oxford, Bodleian Library, 1972
- Catalogue of the Mendelssohn papers in the Bodleian Library, Oxford, Tützing, Schneider, 1983